# Takikawa
Takikawa (滝川市 Takikawa-shi) es una ciudad situada en la Subprefectura de Sorachi, Hokkaidō, Japón.

## Educación

### Escuelas secundarias
- Hokkaido Takikawa High School
- Hokkaido Takikawa Technical High School
- Hokkaido Takikawa Nishi High School (Municipal)

## Celebridades y personalidades importantes
- Miki Fujimoto - cantante y personalidad de radio Hello! Project soloist, ex-Morning Musume miembro, half of the pop duo GAM
- Iwahashi Eien (1903–1999)
- Aya Ōmasa - modelo, actriz

## Ciudades hermanas
- Tochigi, Tochigi
- Nago, Okinawa
- Springfield, Massachusetts